# Nanoose Bay
Nanoose Bay är en ort i Kanada.   Den ligger i Regional District of Nanaimo och provinsen British Columbia, i den sydvästra delen av landet, 3 600 km väster om huvudstaden Ottawa. Nanoose Bay ligger 44 meter över havet och antalet invånare är 5 000.
Terrängen runt Nanoose Bay är platt åt nordost, men åt sydväst är den kuperad. Havet är nära Nanoose Bay åt nordost. Närmaste större samhälle är Parksville, 10,3 km nordväst om Nanoose Bay. 
I omgivningarna runt Nanoose Bay växer i huvudsak blandskog. Runt Nanoose Bay är det ganska glesbefolkat, med 31 invånare per kvadratkilometer.